# Neoxenicotela mausoni
Neoxenicotela mausoni là một loài bọ cánh cứng trong họ Cerambycidae.